# Estação Mercado (Metro do Porto)
A Estação Mercado é parte do Metro do Porto. Localizada na Linha de Matosinhos, no Metro do Porto, em Portugal, ela está situada em frente ao Mercado de Matosinhos na zona do Porto de Leixões.